# 布劳恩拉格
布劳恩拉格（德語：Braunlage，發音：[bʁaʊnˈlaːɡə] ⓘ）是德国下萨克森州戈斯拉尔县的城市，面积31.65平方千米，2023年12月31日人口为5,495人。2011年11月1日，市镇圣安德烈亚斯贝格并入布劳恩拉格。